# 성 토마스 기독교

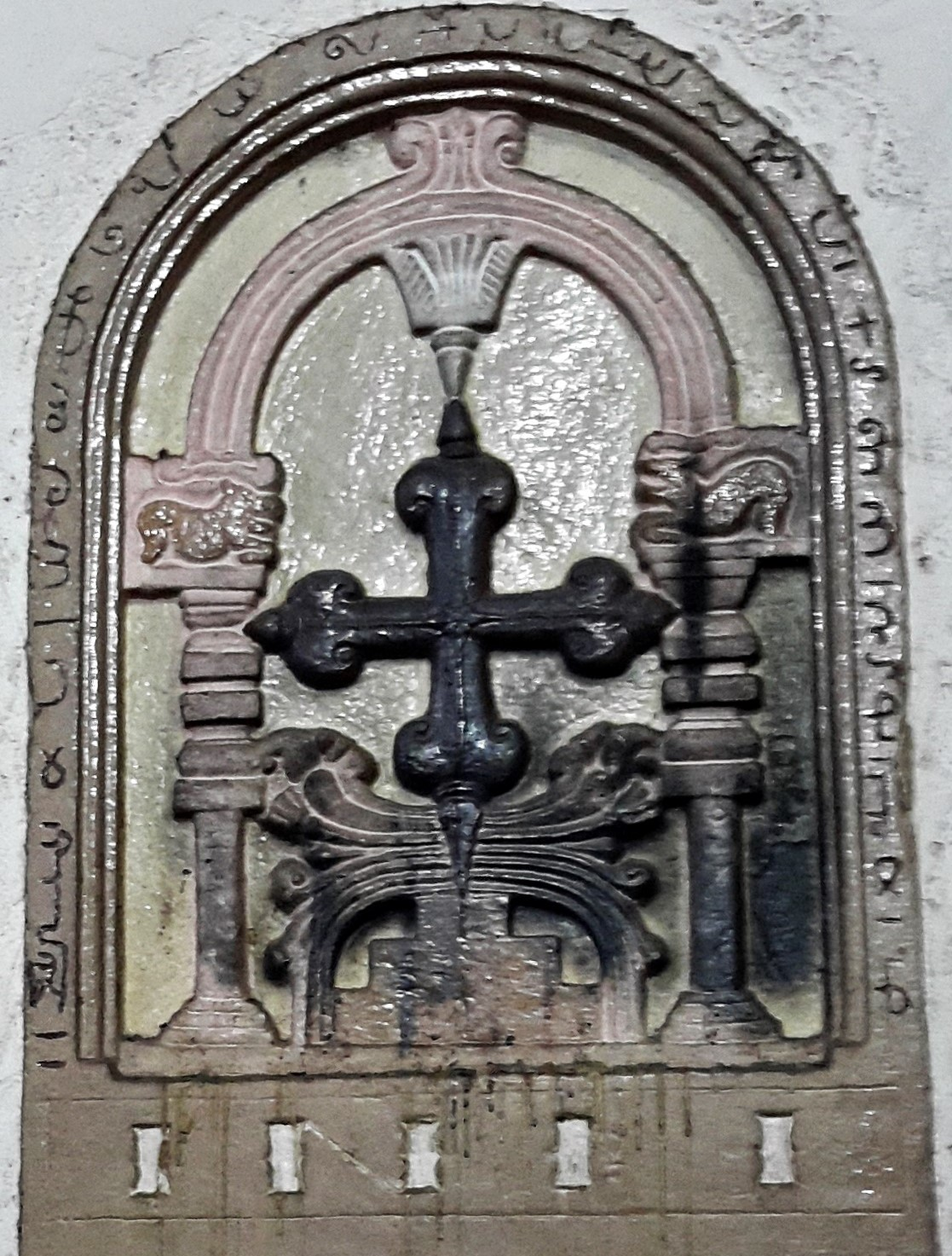
나스라니 십자가

성 토마스 기독교는 서기 1세기 사도 토마의 전도 활동에서 기원한 인도 케랄라의 전통적인 동방 기독교 교파이다. 이들은 "나스라니인"이라고도 하는데, 시리아어 "나스라니"는 "나사렛 사람"이라는 뜻으로 시리아에서 기독교인들을 부르는 용어 중 하나로써 케랄라의 성 토마스 기독교인들이 여전히 사용하고 있다.
처음 15세기 동안 그들은 순종하고 국가의 국민과 통치자 모두로부터 존경을 받는 그들 자신의 지도자를 가졌다. 서기 190년에 알렉산드리아의 판타이누스는 이 기독교인들을 방문하였다. 그는 그들이 히브리어로 된 마태오의 복음서를 사용하고 있는 것을 발견하였다. 서기 522년경, 이집트 동부 시리아 수도사인 코스마스 인디코펠레우스테스(Cosmas Indicopleustes)가 말라바르 해안을 방문하였으며, 그의 저서인  Christian Topography에서 후추가 자라는 말레라는 나라의 기독교인을 언급하였다. 이것은 6세기까지 이 기독교인들이 알렉산드리아와 밀접한 접촉을 하고 있었다는 것을 보여준다.

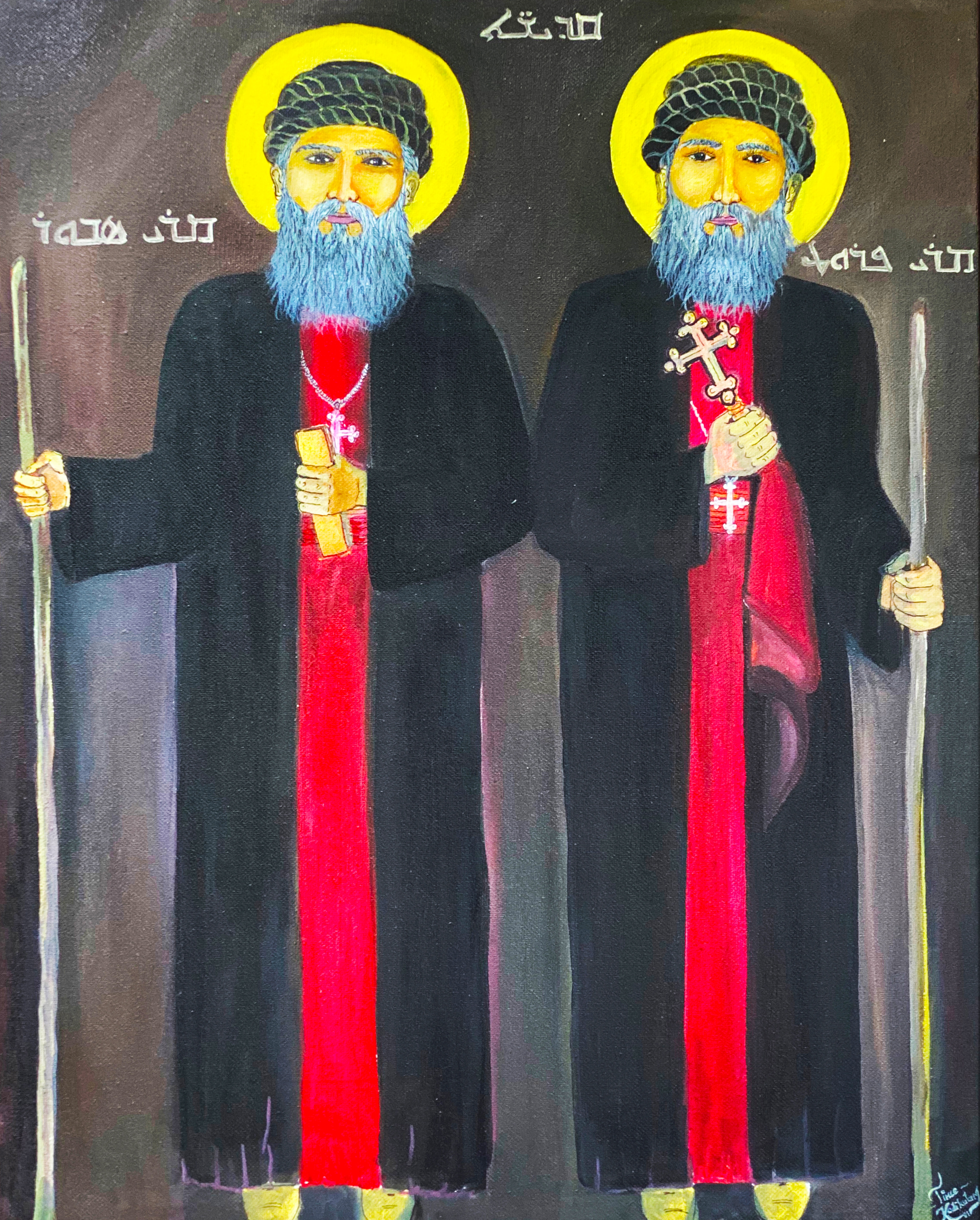
사보르와 프로트

서기 883년, 잉글랜드의 웨식스 국왕 앨프레드는 쉐르본의 주교인 시겔름을 통해 인도의 마르 토마 기독교인들에게 선물을 보냈다. 서기 1292년경에 중국에서 돌아온 마르코 폴로는 남부 케랄라를 방문하였으며, "그들 중에 기독교인과 유대인이 있지만 사람들은 우상 숭배자이다"라고 언급하였다.
서기 345년에 에데사의 기독교인들이 카나의 토마스의 지도력 아래 케랄라에 도착했고 825년에 또 다른 집단이 이들과 합류하였다. 그들은 페르시아에서 그들을 방문한 자신의 주교가 있었다. 성 토마스 기독교인들은 이들을 환영했지만, 이 주교들은 그들을 복종시키려는 어떤 노력도 하지 않았다. 성 토마스 기독교인들은 16세기까지 동방 기독교에서 온 주교들과 독립적인 집단으로 남아있었다.
성 토마스 기독교인들은 1498년에 포르투갈인이 인도에 도착하면서 큰 영향을 받았다. 포르투갈인은 라틴어 의식 천주교의 후원 아래 지역 사회를 장악하려고 했으며, 그 결과 지역 사회에 영구적인 균열이 생겨났다.

## 기원
무지리스와 카니아쿠마리를 비롯한 케랄라의 많은 항구도시들은 예수가 태어나기 아주 오래전부터 지중해 또는 중동의 국가들과 향신료 교역을 이어나갔던 곳이다. 서기 1세기경 가이우스 플리니우스 세쿤두스의 기록과 《에뤼드라해 주항기》에서는 이집트에서 남서풍을 잘 탄다면 케랄라의 무지리스까지는 40일이면 도착한다는 내용이 등장한다. 상감 문학의 일종인 푸라나누루와 아카나누루 역시 로마의 선박이 향신료를 구매하기 위해 금을 싣고 체라의 항구에 드나들었다고 전한다. 전승에 따르면, 사도 토마는 에시온 게벨에서 이 배들 중 한 척에 올라타 홍해를 건너 서기 52년에 무지리스에 도달한다. 무지리스에 도달한 후에는 솔로몬의 시대부터 말란카라 혹은 말리안카라라 불리는 해안가에서 살던 유대인들에게 복음을 전한다.
토마는 복음을 전하러 인도 동쪽 해안가의 밀라포르라는 도시에까지 갔다고 전한다. 토마는 이후 첸나이 근처의 작은 산에서 72세의 나이로 순교하여 산토메 대성당 자리에 묻힌다.

## 같이 보기
- 성 토마스 기독교인
- 말랑카라 시리아 정교회
- 인도의 기독교
- 동방 기독교
- 성 토마스 사도

## 추가 자료
- Menachery G (1973). The St. Thomas Christian Encyclopedia of India, Ed. George Menachery, B.N.K. Press, vol. 2, ISBN 81-87132-06-X, Lib. Cong. Cat. Card. No. 73-905568 ; B.N.K. Press (has some 70 lengthy articles by different experts on the origins, development, history, culture... of these Christians, with some 300-odd photographs).
- Mundadan, A. Mathias. (1984). History of Christianity in India, vol.1, Bangalore, India: Church History Association of India.
- Leslie Brown, (1956). The Indian Christians of St. Thomas. An Account of the Ancient Syrian Church of Malabar, Cambridge: Cambridge University Press 1956, 1982 (repr.)
- Podipara, Placid J. (1970). The Thomas Christians. London: Darton, Longman  and Tidd, 1970. (is a readable and exhaustive study of the St. Thomas Christians.)
- Menachery G (ed); (1998). "The Indian Church History Classics", Vol.I, The Nazranies, Ollur, 1998. ISBN 81-87133-05-8.
- Medlycott, A E. (1905). India and the Apostle Thomas; Gorgias Press LLC; ISBN 1-59333-180-0. Also reproduced in full in Menachery, George Ed., ICHC I, 1998.
- Menachery, George (2005). Glimpses of Nazraney Heritage, Ollur, ISBN 81-87133-08-2.
- David de Beth Hillel (1832). Travels; Madras publication;
- Menachery G (ed) (1982). The St. Thomas Christian Encyclopedia of India, B.N.K. Press, vol. 1;
- Lord, James Henry (1977). The Jews in India and the Far East; Greenwood Press Reprint; ISBN 0-8371-2615-0).
- Acts of St. Thomas (Syriac). MA. Bevan, London, 1897
- Poomangalam C.A (1998). The Antiquities of the Knanaya Syrian Christians; Kottayam, Kerala.
- Tisserant, E. (1957). Eastern Christianity in India: A History of the  Syro-Malabar Church from the Earliest Times to the Present Day. Trans. and ed. by E. R. Hambye. Westminster, MD: Newman Press.
- James Hough (1893). The History of Christianity in India.
- Michael Geddes (1694). A Short History of the Church of Malabar together with the Synod of Diamper, London.Reproduced in full in Menachery, George Ed., ICHC I, 1998.
- Harris, Ian C., 편집. (1992). 《Contemporary Religions: A World Guide》. Harlow: Longman. ISBN 9780582086951.
- K.V. Krishna Iyer (1971). "Kerala's Relations with the Outside World", pp. 70, 71 in The Cochin Synagogue Quatercentenary Celebrations Commemoration Volume, Kerala History Association, Cochin.
- Periplus Maris Erythraei The Periplus of the Erythraean Sea, (trans). Wilfred Schoff (1912), reprinted South Asia Books 1995 ISBN 81-215-0699-9
- Miller, J. Innes. (1969). The Spice Trade of The Roman Empire: 29 B.C. to A.D. 641. Oxford University Press. Special edition for Sandpiper Books. 1998. ISBN 0-19-814264-1.
- Menachery G (ed) (2010). The St. Thomas Christian Encyclopedia of India, Ollur, vol. 3;
- Thomas Puthiakunnel, (1973). "Jewish colonies of India paved the way for St. Thomas". The Saint Thomas Christian Encyclopedia of India, ed. George Menachery, Vol. II., Trichur.
- Koder S. "History of the Jews of Kerala". The St.Thomas Christian Encyclopaedia of India, Ed. G. Menachery,1973.
- Vadakkekara, Benedict (2007). 《Origin of Christianity in India: A Historiographical Critique》. Delhi: Media House. ISBN 9788174952585.
- Vellian Jacob (2001). "Knanite community: History and culture"; Syrian church series; vol.XVII; Jyothi Book House, Kottayam, also cf. his articles in The Saint Thomas Christian Encyclopedia of India, ed. George Menachery, Vol. II., 1973, Trichur.
- Weil,S. (1982). "Symmetry between Christians and Jews in India: The Cananite Christians and Cochin Jews in Kerala". In Contributions to Indian Sociology, 16.
- Claudius Buchanan, (1811) Christian Researches in Asia (With Notices of the Translation of the Scriptures into the Oriental Languages). 2nd ed. Boston: Armstron, Cornhill
- Bjorn Landstrom (1964). The Quest for India, Doubleday English Edition, Stockholm.
- Menachery G (1987). (Chs. I and II) Kodungallur City of St. Thomas, Mar Thoma Shrine Azhikode. Reprinted 2000 as "Kodungallur Cradle of Christianity in India".
- T.K Velu Pillai, (1940). The Travancore State Manual; 4 volumes; Trivandrum

- Fr. VC Samuel 박사, (1992). 성장하는 교회 : 인도 교회사 소개, Kottayam